# Lagraulet-du-Gers
Lagraulet-du-Gers är en kommun i departementet Gers i regionen Occitanien i sydvästra Frankrike. Kommunen ligger i kantonen Montréal som tillhör arrondissementet Condom. År 2022 hade Lagraulet-du-Gers 559 invånare.

## Befolkningsutveckling
Antalet invånare i kommunen Lagraulet-du-Gers
Referens:INSEE